# Богата (Калараш)
Богата (рум. Bogata) насеље је у Румунији у округу Калараш у општини Градиштеа. Oпштина се налази на надморској висини од 18 m.

## Становништво
Према подацима из 2002. године у насељу је живело 715 становника, од којих су сви румунске националности.